# Crossbril
Een crossbril is een stofbril die bij motorcross en enduro wordt gebruikt.
De stofbril moet de rijders niet alleen beschermen tegen opwaaiend stof, maar ook tegen steenslag. Daarom moet het glas bijzonder sterk zijn. De stofbril vervuilt vooral bij regen (modder) erg snel. Daarom wordt hij voorzien van een roll-off Dit is een opgerolde plastic strook die over de crossbril wordt gemonteerd. Via een klein touwtje kan steeds een schoon stuk plastic over de bril worden getrokken. Zie ook Tear-off.
Voor brildragers zijn er speciale stofbrillen, maar deze kunnen ook een flip-up gebruiken Dit is een opklapbaar helmvizier voor crosshelmen.